# Claude Crépeau
Claude Crépeau (* 1962 in Montreal) ist ein kanadischer Informatiker und Hochschullehrer an der McGill University.
Crépeau studierte an der University of Montreal mit dem Master-Abschluss bei Gilles Brassard 1986 und wurde 1990 am Massachusetts Institute of Technology bei Silvio Micali promoviert mit einer Dissertation in Kryptographie (Correct and Private Reductions among Oblivious Transfers). Als Post-Doktorand war er zwei Jahre an der Universität Paris-Süd in Orsay und war 1992 bis 1995 Forscher des CNRS an der École normale supérieure (Paris). 1995 wurde er Associate Professor an der University of Montreal und seit 1998 ist er Professor an der McGill University.
Crépeau ist mit Charles H. Bennett, Gilles Brassard, Richard Jozsa, Asher Peres und William Wootters Ko-Entdecker der Quantenteleportation. Außerdem forschte er zu Zero-Knowledge-Beweisen, Kryptographie, Kodierungstheorie und Quantenkryptographie.
Für 2023 wurde Crépeau der Dijkstra-Preis zugesprochen.